# Futebol Clube de Ultramarina
El Futebol Clube de Ultramarina (crioll capverdià: Futebil Klubi di Ultramarina) és un club capverdià de futbol de la ciutat de Tarrafal de São Nicolau a l'illa de São Nicolau.
Manté forta rivalitat amb SC Atlético.

## Palmarès
- Lliga de São Nicolau de futbol:[5]

1995/96, 1998/99, 2000/01, 2002/03, 2003/04, 2005/06, 2006/07, 2008/09, 2010/11, 2012/13, 2014/15, 2016/17
- Copa de São Nicolau de futbol:

2011/12, 2013/14, 2016/17, 2017/18
- Supercopa de São Nicolau de futbol:

2005/06, 2006/07, 2010/11, 2011/12, 2012/13, 2016/17
- Torneig d'Obertura de São Nicolau de futbol:

2002/03, 2013/14